# You Don’t Love Me (Willie-Cobbs-Lied)
You Don’t Love Me ist ein Blues des US-amerikanischen Musikers Willie Cobbs aus dem Jahr 1960. Basierend auf einem früheren Lied von Bo Diddley, wurde das Stück vielfach von anderen Musikern aufgenommen und variiert, etwa von der Gruppe The Megatons als Shimmy Shimmy Walk (1962) oder von Dawn Penn als You Don’t Love Me (No, No, No)" (1994).

## Geschichte
Cobbs erzählte später, er habe eines Tages einen Feldarbeiter „Uh, uh, uh, you don’t love me, yes I know“ zu einer eindringlichen Melodie singen gehört, woraufhin er das Lied geschrieben habe. Doch das Lied She’s Fine, She’s Mine von Bo Diddley aus dem Jahr 1955 weist große Ähnlichkeit zu You Don’t Love Me auf, sowohl im Text als auch in der Melodie und dem Gitarrenspiel.
Zur Zeit der Entstehung von You Don’t Love Me trat Cobbs zusammen mit Eddie Boyd in Arkansas auf, wo das neue Lied vom Publikum enthusiastisch aufgenommen wurde. Cobbs wandte sich an Home of the Blues Records in Memphis (Tennessee), um das Plattenlabel für eine Aufnahme zu gewinnen. Er wurde jedoch abgelehnt, mit der Begründung, es sei zwar ein guter Song, er könne aber nicht singen.
Glücklicherweise erkannten zwei andere Produzenten, Billy Lee Riley und Stan Kessler, das Potential von Cobbs und seinem Song. So kam es zur Aufnahme im Echo Studio in Memphis für Rileys Label Mojo Records. Cobbs sang, Boyd spielte Klavier, dazu kamen Sammy Lawhorn an der Gitarre, Rico Collins am Tenorsaxofon, Wilbert Harris am Schlagzeug und ein unbekannter Bassist.

## Veröffentlichungen und Copyright-Streit
Die Single von Mojo Records wurde 1960 sofort ein lokaler Hit. Um ein breiteres Publikum zu erreichen, verkauften Riley und Kessler die Aufnahme an Home of the Blues Records, die vorher Cobbs abgelehnt hatten. Home of the Blues veröffentlichten die Single am 3. April 1961 und verkauften ihrerseits die Aufnahme an Vee-Jay Records, die sie ebenfalls veröffentlichten.
Die Verkaufsaussichten waren gut, bis Riley als Autor von Shimmy Shimmy Walk in Erscheinung trat, einer Instrumentalversion von You Don’t Love Me, die von der Gruppe The Megatons 1962 veröffentlicht wurde. Es kam zum Rechtsstreit, in dessen Folge Vee-Jay die Werbung für die Single abbrach, woraufhin das Stück den Einstieg in die Billboard-Charts verpasste. 

## Aufnahmen anderer Musiker

### The Megatons
The Megatons aus Louisiana brachten 1962 Shimmy, Shimmy Walk, Part 1 auf den Markt, eine Instrumentalversion von You Don’t Love Me. Das Stück war in zwei Teile aufgebrochen, Part 1 und Part 2. Später von Checker Records vertrieben, erreichte es Platz 88 in den Billboard Hot 100.
Albert King nahm Shimmy, Shimmy Walk 1969 für sein Album Years Gone By auf, wo das Stück als You Don't Love Me (instrumental)  erschien.

### Junior Wells
Junior Wells nahm das Lied zusammen mit Buddy Guy 1965 als You Don’t Love Me Baby für sein Album Hoodoo Man Blues auf. Sie veränderten das Gitarrenriff leicht und fügten neue Textzeilen ein.
Junior Wells nahm das Stück später noch einmal für sein Album Coming at You auf, und Buddy Guy für sein Album Hold That Plane. Die Aufnahme der Allman Brothers Band auf ihrem Live-Album At Fillmore East von 1971 basiert auf der Aufnahme von Junior Wells.

### Dawn Penn
Die jamaikanische Sängerin Dawn Penn nahm You Don’t Love Me 1967 auf. Während Text und Melodie von Diddley und Cobbs weitestgehend übernommen wurden, war die Aufnahme in ein Rocksteady-Arrangement gekleidet. Im Jahr 1994 nahm Penn das Lied erneut auf, diesmal in einem Dancehall-Arrangement und unter dem Titel You Don’t Love Me (No, No, No); es wurde ein internationaler Hit, der später Rihanna (2005) und Beyoncé Knowles (2010) zu Neuaufnahmen inspirierte.

## Weitere Aufnahmen
Neben den oben genannten Aufnahmen gab es zahlreiche weitere Einspielungen von You Don’t Love Me durch andere Musiker, wobei meistens die Versionen von Diddley/Cobbs oder Wells/Guy die Grundlage bildeten. Hier eine Auswahl:
- 1965 – Sonny and Cher auf ihrem Album Look At Us[5]
- 1966 – Gary Walker erreichte mit You Don’t Love Me Platz 26 im Vereinigten Königreich[6]
- 1966/67 – Quicksilver Messenger Service nahmen das Stück mehrfach live auf
- 1966 – Grateful Dead live im Ivar-Theater (Bootleg)
- 1967 – John Mayall & the Bluesbreakers, Gesang Peter Green, auf dem Album A Hard Road
- 1968 – Kaleidoscope auf ihrem Album A Beacon from Mars
- 1968 – Booker T. & the M.G.’s auf ihrem Album Doin’ Our Thing
- 1968 – Al Kooper und Stephen Stills auf ihrem Album Super Session, mit dem frühen Einsatz eines Flangers
- 1968 – Magic Sam auf seinem Album Black Magic
- 1968 – James & Bobby Purify auf ihrem Album The Pure Sound of The Purifys – James & Bobby
- 1969 – Ike & Tina Turner auf ihrem Album The Hunter[7]
- 1971 – The Allman Brothers Band auf ihrem Live-Album At Fillmore East
- 1979 – Black Uhuru nahmen das Stück als No, No, No auf, basierend auf der Version von Dawn Penn
- 1986 – Otis Rush mit Eric Clapton und Luther Allison auf dem Album Live at Montreux 1986
- 1990 – Gary Moore auf den Alben Gary Moore & The Midnight Blues Band – Live at Montreux 1990 und Essential Montreux (Live-Versionen von 1990, 1995 und 1999)
- 2008 – The Mannish Boys auf dem Album Lowdown Feelin
- 2010 – Zola Jesus and LA Vampires nahmen das Lied als No No No für ihr Album LA Vampires Meets Zola Jesus auf